# Onaga (Kansas)
Onaga é uma cidade localizada no estado americano de Kansas, no Condado de Pottawatomie.

## Demografia
Segundo o censo americano de 2000, a sua população era de 704 habitantes.
Em 2006, foi estimada uma população de 673, um decréscimo de 31 (-4.4%).

## Geografia
De acordo com o United States Census Bureau tem uma área de
1,6 km², dos quais 1,6 km² cobertos por terra e 0,0 km² cobertos por água. Onaga localiza-se a aproximadamente 336 m acima do nível do mar.

## Localidades na vizinhança
O diagrama seguinte representa as localidades num raio de 24 km ao redor de Onaga.